# Декстер (сезон 1)
Первый сезон сериала «Декстер» является адаптацией первого романа из серии о «Декстере» писателя Джеффа Линдсея, «Дремлющий демон Декстера». Последующие сезоны включали оригинальные сюжетные линии. Этот сезон выходил в эфир с 1 октября 2006 года по 17 декабря 2006 года и он следует за расследованием Декстером «Ледяного убийцы». Представленный в первом эпизоде «Декстер», этот серийный убийца охотится на проституток и оставляет их тела разрезанными и бескровными. В это же время, сводная сестра Декстера, Дебра Морган (Дженнифер Карпентер), офицер нравов, стремится работать в отделе убийств, а девушка Декстера, Рита Беннетт (Джули Бенц), хочет, чтобы их отношения были более близкими. Кристиан Камарго появляется в роли Руди Купера и является повторяющимся персонажем до конца сезона.
Первый сезон шоу получил положительные отзывы от критиков; «New York Daily News» восхвалял его как «смелый, другой и восхитительный, с основным персонажем и выступлением, которое заставит вас затаить дыхание». Сайт Metacritic дал первому сезону оценку 77 из 100 на основе 27 отзывов.
Сезон принёс высокие рейтинги для Showtime; пилотный эпизод привлёк внимание более миллиона зрителей, дав каналу самый высокий рейтинг за последние два года, в то время как финал, «Рождённый свободным», привлёк внимание 1.1 миллиона зрителей в США.

## В ролях

### В главных ролях
- Майкл Си Холл — Декстер Морган
- Джули Бенц — Рита Беннетт
- Дженнифер Карпентер — Дебра Морган
- Эрик Кинг — Джеймс Доакс
- Лорен Велес — Мария ЛаГуэрта
- Дэвид Зейес — Анхель Батиста
- Джеймс Ремар — Гарри Морган

| - Си Эс Ли — Винс Масука - Кристина Робинсон — Астор Беннетт - Дэниел Голдман — Коди Беннетт - Девон Грайе, Доминик Джейнс и Максвелл Хакаби — молодой Декстер Морган - Джефф Пирсон — Том Мэттьюс - Кристиан Камарго — Брайан Мозер - Марк Пеллегрино — Пол Беннетт - Брэд Уильям Хенке — Тони Туччи - Анджела Альварадо — Нина Батиста - Сэм Уитвер — Нил Перри - Сэйдж Киркпатрик — Лора Мозер - Марго Мартиндейл — Камилла Фигг | - Рудольф Мартин — Карлос Герреро - Марк Л. Янг — Джереми Даунс - Джудит Скотт — Эсме Паскаль - Валери Диллман — Валери Кастильо - Джим Абель — Майк Донован - Итан Смит — Джейми Яворски - Дениз Кросби — Сестра Мэри - Джина Хехт — Миссис Туччи - Хосе Суньига — Хорхе Кастильо - Верни Уотсон-Джонсон — мисс Доакс - Тони Голдуин — доктор Эмметт Меридиан - Малкольм-Джамал Уорнер — адвокат Риты - Моник Габриела Карнен — Елина, медсестра |

## Команда
Пилот сериала был разработан Джеймсом Маносом-мл. на основе романа Джеффа Линдсея. Манос служил в качестве исполнительного продюсера пилота вместе с Джоном Голдуином и Сарой Коллетон. Продюсером пилота стал Деннис Бишоп. Стивен Браун также служил в качестве продюсера для пилотного эпизода. Чад Томасоки работал в качестве ассоциированного продюсера. Режиссёром пилота стал Майкл Куэста.
Манос, Голдуин и Коллетон вернулись в качестве исполнительных продюсеров для первого сезона. В середине сезона, Клайд Филлипс стал четвёртым исполнительным продюсером. Дэниел Сероне присоединился к команде как соисполнительный продюсер и сценарист. Режиссёр пилота Майкл Куэста вернулся в качестве соисполнительного продюсера и регулярного режиссёра. Мелисса Розенберг также присоединилась к команде как консультирующий продюсер и сценарист. Тимоти Шлаттманн служил в качестве редактора сюжетов и сценариста. Лорен Гуссис работала как составной сценарист на протяжении первого сезона. Деннис Бишоп вернулся, чтобы продюсировать следующие эпизоды, но ушёл на середине сезона и он был заменён Робертом Ллойдом Льюисом.

## Эпизоды
| № общий | № в сезоне | Название                                      | Режиссёр        | Автор сценария                    | Дата премьеры   | Зрители в США (млн) |
| --- | ---------- | --------------------------------------------- | --------------- | --------------------------------- | --------------- | ------------------- |
| 1 | 1          | «Декстер» «Dexter»                            | Майкл Куэста    | Джеймс Манос-мл.                  | 1 октября 2006  | 0,60                |
| Декстер (Майкл Си Холл) — полицейский медик, специализирующийся на анализе крови после убийств. Он живёт двойной жизнью. Тайная сторона жизни Декстера — он серийный убийца. Он вершит свое правосудие — убивает преступников, которых не смогла наказать полиция. У Декстера есть отношения без секса с Ритой Беннетт (Джули Бенц), психологически травмированной женщиной, воспитывающая двух маленьких детей, в то время как её муж в тюрьме. Сестра Декстера, Дебра (Дженнифер Карпентер), работает в отделе нравов полиции и пытается получить перевод в отдел убийств быть похожей на своего отца Гарри, который работал в убойном отделе. Дебра вызывает Декстера в мотель, в котором она охраняет проституток, т.к. неизвестный отморозок разложил около него расчлененное тело. Тело обескровленно, что производит на Декстера впечатление: он — специалист по брызгам крови — в данной ситуации бессилен. Отморозок залазит в квартиру Декстера и оставляет там в холодильнике послание в виде расчлененной куклы. |            |                                               |                 |                                   |                 |                     |
| 2 | 2          | «Крокодиловы слёзы» «Crocodile»               | Майкл Куэста    | Клайд Филлипс                     | 8 октября 2006  | 0,41                |
| За двенадцать лет службы в полиции Декстер расследовал 2103 дела. Он появляется в здании суда и обращает внимание на семью жертвы, Александра Прайса, убитого Мэттью Чамберсом — он ехал пьяным и сбил парня. Мэттью оправдывают, Декстер же берёт его на заметку. Тем временем находят рефрижератор. Когда его открывают, внутри лежит огромная глыба льда, в которую вморожены пять женских пальцев с разноцветным лаком на ногтях. Декстер удивлён тем, что убийца оставил им отпечатки, по которым они смогут опознать жертву. |            |                                               |                 |                                   |                 |                     |
| 3 | 3          | «Черри со льдом» «Popping Cherry»             | Майкл Куэста    | Дэниел Сероне                     | 15 октября 2006 | 0,38                |
| Декстер выбирает следующего преступника, которого ему предстоит убить. Это Джереми Даунс, молодой парень, отсидевший за убийство другого парня. Тогда ему было пятнадцать, а жертва была немного старше Джереми. Декстер говорит сам себе, что ему нужно собрать доказательства, обвести дату на календаре и ждать. Он отмечает, что Джереми орудовал ножом, и эксперт отметил, что убийство было совершено в состоянии аффекта, но Декстер считает, что видел работу виртуоза, который не остановится на этом и продолжит убивать. Тем временем Дебра получает новый вызов — убийца на рефрижераторе оставил очередное тело — на стадионе под хоккейными воротами. Декстер появляется позже, и вид трупа, сложенного на льду, приводит его в восторг. |            |                                               |                 |                                   |                 |                     |
| 4 | 4          | «Рука помощи» «Let's Give the Boy a Hand»     | Роберт Либерман | Дрю З. Гринберг                   | 22 октября 2006 | 0,49                |
| На месте преступления найдена отрезанная человеческая рука. Пока ещё Декстер не знает, дело ли это рук того убийцы на рефрижераторе, или нет. Убийца оставил полароидный снимок рядом с рукой — это послание от убийцы на рефрижераторе. Затем он приезжает на следующее место преступления — в этот раз обнаружена человеческая нога, также принадлежащая Тони Туччи. Нога одета в футбольный кроссовок и стоит рядом с мячом. Декстер подходит к Доаксу — за тем снова следят головорезы — и говорит, что это, очевидно, их неуловимый убийца на рефрижераторе, но пока он ещё не понял, что убийца пытается им передать. |            |                                               |                 |                                   |                 |                     |
| 5 | 5          | «Любовь по-американски» «Love American Style» | Роберт Либерман | Мелисса Розенберг                 | 29 октября 2006 | 0,46                |
| Рита узнаёт, что жених её коллеги, который незаконно иммигрировал с Кубы, пропал, и просит Декстера исследовать проблему, используя свои полицейские связи. Он расследует Хорхе Кастильо, владельца свалки, и узнаёт, что Кастильо убивает незаконно ввезённых иммигрантов, которые не могут заплатить за свою свободу. Декстер обнаруживает, что жена Кастильо причастна к убийствам, и убивает их обоих. После этого, он выбрасывает их тела в океан и освобождает их кубинских заключённых, не замечая человека, который наблюдал за ним из багажника автомобиля на свалке. |            |                                               |                 |                                   |                 |                     |
| 6 | 6          | «Вернуть отправителю» «Return to Sender»      | Тони Голдуин    | Тим Шлаттманн                     | 5 ноября 2006   | 0,59                |
| Тело жены Кастильо возвращено со дна залива на место ее убийства. Декстеру снится страшный сон. Молодой кубинский мальчик стал свидетелем событий предыдущей новости, и Декстер отклоняет зацепки своих коллег, которые могли бы направить их к нему. В конечном счёте, Декстер подставляет мужа, чьё тело до сих пор не найдено, и связывает его с убийством его жены. Свидетель описал Иисуса Христа, а не Декстера. За это время, Рита отговаривает своего жестокого мужа, Пол, от присутствия на дне рождения их дочери после того, как он был досрочно освобождён из тюрьмы. |            |                                               |                 |                                   |                 |                     |
| 7 | 7          | «Круг друзей» «Circle of Friends»             | Стив Шилл       | Дэниел Сероне                     | 12 ноября 2006  | 0,61                |
| Декстер стоит у забрызганной кровью стены и размахивает ножом, представляя себя на месте убийцы. Убитый — парень, редактор школьного ежегодника. Декстер замечает, что он видел подобные раны и раньше, но не рассказывает об этом сержанту Доаксу. Декстер вспоминает, где он видел такие же раны: это убийство — дело рук Джереми Даунса (3-я серия), которого Декстер не убил, а отпустил, так как тот убил парня, изнасиловавшего его. Теперь он сожалеет, что не убил Джереми. Тем временем пойман Нейл Перри, подозреваемый как «ледяной убийца». Дебра вплотную знакомится с врачом-протезистом. Декстер обнаруживает, что настоящий «ледяной убийца» на свободе. |            |                                               |                 |                                   |                 |                     |
| 8 | 8          | «Психоанализ» «Shrink Wrap»                   | Тони Голдуин    | Лорен Гуссис                      | 19 ноября 2006  | 0,57                |
| Декстер и Анхель фотографируют очередное место преступления. Это ванная комната, стены которой забрызганы кровью, и одно из пятен напоминает Декстеру клешни ракообразного, о чём он тут же говорит Анхелю. В ванне лежит тело женщины, покончившей с собой, а на бортике покоится пистолет. Декстер считает, что ее психолог подтолкнул ее к самоубийству и убивает его. Выясняется кто является «Ледяным убийцей». |            |                                               |                 |                                   |                 |                     |
| 9 | 9          | «Отцу виднее» «Father Knows Best»             | Адам Дэвидсон   | Мелисса Розенберг                 | 26 ноября 2006  | 0,76                |
| Биологический отец Декстера Джозеф умер от сердечного приступа и оставил ему дом в Майами-Дейд. Декстер отправляется в морг, говорит с врачом, который показывает ему тело Джо Дрисколл, и интересуется, уверен ли врач в том, что это действительно был сердечный приступ. Оставшись в морге один, Декстер крадёт два шприца и берёт два образца крови — свой и покойника, чтобы сделать анализ ДНК и установить, действительно ли Джо Дрисколл был его биологическим отцом. Также он обращает внимание на тюремную татуировку в виде паутины паука, и вспоминает, как куда-то ехал с ним на машине. Его отец — уголовник и наркоман (или алкоголик) в прошлом и законопослушный гражданин последние несколько десятков лет. Ночью Декстер пробирается в морг, копается в бумагах и забирает коробку с прахом Джозефа, которого к этому моменту уже кремировали. Декстер вспоминает случай из детства и понимает, что поблагодарил кровного отца за «хорошую кровь».                                                        |            |                                               |                 |                                   |                 |                     |
| 10 | 10         | «Жизнь в красном цвете» «Seeing Red»          | Майкл Куэста    | Кевин Р. Мэйнард                  | 3 декабря 2006  | 0,79                |
| В участок кто-то прислал полную банку крови, а в ней какой-то ключик. Это ключ от номера в мотеле «Марин Вью», и когда Деб и Доакс туда приезжают и открывают дверь, то оказываются перед залитым кровью номером. Когда приезжает Декстер, он надевает защитный костюм и открывает дверь. Увидев всю эту кровь, он падает на пол и видит себя маленьким мальчиком, сидящим в луже крови, а его мать умоляет не убивать её на глазах сына. Выбравшись на улицу, Декстер говорит, что больше туда не пойдёт. На дискотеке Анхель приглашает девушку на танец, и случайно видит проститутку с протезом вместо руки. Ногти на протезе раскрашены в разные цвета, как найденные пальцы одной из жертв Ледяного убийцы. Анхель подходит к ней и спрашивает, почему её ногти так накрашены. Та отвечает, что на неё напал маньяк и отрезал руку, а потом ей изготовили протез. |            |                                               |                 |                                   |                 |                     |
| 11 | 11         | «Истина где-то рядом» «Truth Be Told»         | Кит Гордон      | Дрю З. Гринберг и Тим Шлаттманн   | 10 декабря 2006 | 0,76                |
| Декстер приходит в подземный гараж, где было совершено нападение на Анхеля. Он рассматривает пятна крови на полу, а Дебра говорит Доаксу, что здесь была драка. Тем временем проститутка с искусственной рукой встречается на улице с Руди. Он ведёт её к себе, душит на постели, а труп уносит в холодильник. Там он распиливает тело на части и эти части перевязывает ленточками, как рождественские подарки. Затем Руди доводит дело до сестры Декстера. Он приглашает её на яхту, дарит ей кольцо — то самое, снятое с протеза, и приглашает выпить шампанского. Дебра замечает, что сам он не пьёт, а потом видит фантик от ментолового леденца. |            |                                               |                 |                                   |                 |                     |
| 12 | 12         | «Рождённый свободным» «Born Free»             | Майкл Куэста    | Дэниел Сероне и Мелисса Розенберг | 17 декабря 2006 | 1,08                |
| Руди похищает Дебру, сестру Декстера. ЛаГуэрта показывает детективам фотографию Руди, которого они ищут, и говорит, что надо обыскать прибрежную территорию и суда, а также она уже выслала людей в его мастерскую. Параллельно Декстер выходит на их след. Он находит Руди и свою сестру в доме, где он жил в детстве. И вот наконец Декстер вспоминает, что у него был брат — и это «ледяной убийца». Руди предлагает Декстеру убить Дебру «как он это любит», но Декстер спасает свою сестру. |            |                                               |                 |                                   |                 |                     |